# André Cluytens
André Cluytens, né le 26 mars 1905 à Anvers (Belgique) et mort le 3 juin 1967 à Neuilly-sur-Seine (Hauts-de-Seine), est un chef d’orchestre français d’origine belge. Figure marquante de la vie musicale française des années 1950 et 1960, il est particulièrement connu pour ses interprétations de la musique symphonique française (Berlioz, Franck, Ravel), du répertoire russe (Borodine, Rimski-Korsakov, Moussorgski, Chostakovitch) et du répertoire germanique (Beethoven, Wagner).

## Carrière
Son père, Alfons Cluytens, était directeur d'opéra et chef d'orchestre à Anvers, sa mère cantatrice. Le jeune Augustin (futur André) effectue ses études au Conservatoire royal d'Anvers, devient chef de chœur dans sa ville natale et pense s’orienter vers une carrière de pianiste, répétiteur et chef de chant à l'opéra. Ses racines sont flamandes mais il est attiré par la culture française. Dès 1926, il épouse une jeune cantatrice du Théâtre royal français. En 1927, en remplacement de son père, il est amené à diriger les Pêcheurs de perles de Bizet et s’oriente alors vers la carrière de chef d’orchestre. Il donne la création belge de Salomé de Richard Strauss. Cluytens vient en France à partir de 1932 et dirige au théâtre du Capitole de Toulouse, à l’opéra de Lyon, à Bordeaux et Vichy…
Naturalisé français dès 1939 (quelques semaines avant le début de la guerre), il adopte à cette occasion le prénom d'André. Sa carrière rapide pendant le régime de Vichy et l'occupation le rendent suspect à la Libération. Il est blanchi le 24 mai 1946. Directeur du Théâtre national de l'Opéra comique de 1946 à 1953, il dirige l’orchestre de la Société des concerts du Conservatoire dès 1942 et s'y produit régulièrement à partir de 1946, en particulier lors de tournées en France et à l’étranger. Cluytens succède en 1949 à Charles Munch (parti aux États-Unis) au poste de vice-président chef d’orchestre. L'intransigeance du nouveau patron irrite d'abord les musiciens : il est intraitable sur le nombre de répétitions et la présence continue des instrumentistes, qui avaient l'habitude de cachetonner dans d'autres orchestres. Mais les résultats sont là et l'orchestre lui sera fidèle jusqu'à la fin. Il dirige également au théâtre national de l’Opéra, notamment Tannhäuser (1963) et Salome (1964), avec Anja Silja, dans les mises en scène de Wieland Wagner. Dans les années 1950, il dirige très régulièrement l’orchestre national de la RDF puis de la RTF, en particulier lors de tournées en Allemagne en 1957, en Union soviétique en 1959 et au Moyen-Orient et en Europe orientale en 1960.
Animant le centre musical de la France, il est appelé à la tête des orchestres les plus prestigieux d'Europe et du monde. Cluytens se produit régulièrement à la tête de l'Orchestre philharmonique de Berlin de 1952 à 1966 tant pour le disque que le concert. Mais ce sont les hauts lieux de l'opéra européen qui lui donnent la consécration suprême : Bayreuth, Vienne (où il débute avec Tristan), Milan (La Scala lui confiant la Tétralogie)…
En 1955, il est le premier chef français à se produire au festival de Bayreuth, où il dirige Tannhäuser, remplaçant au pied levé Eugen Jochum. Il reviendra à Bayreuth les années suivantes, dirigeant Les Maîtres Chanteurs de Nuremberg de 1956 à 1958 dans la célèbre mise en scène de Wieland Wagner typique du nouveau Bayreuth, Parsifal en 1957, et Lohengrin en 1958, également à l’occasion d’une nouvelle mise en scène de Wieland Wagner. L’enthousiasme du public dès 1955 permet à Cluytens de revenir saluer seul, ce qu’une tradition prohibait à Bayreuth.
En 1956, il codirige avec Carl Schuricht la première tournée de l’orchestre philharmonique de Vienne aux États-Unis, deux ans après la disparition de Wilhelm Furtwängler et un an après celle d’Erich Kleiber qui devait initialement diriger la tournée. Le public américain se montre très réservé en raison de l’attitude de l’Autriche avant et pendant la Seconde Guerre mondiale. En novembre 1957, il dirige un cycle de concerts à la tête de l’orchestre philharmonique de New York, et dirige à cette occasion la Première Symphonie d’Henri Dutilleux. Ce cycle de concerts a été radiodiffusé par CBS. Entre 1957 et 1960, il enregistre avec l’orchestre philharmonique de Berlin une intégrale des symphonies de Beethoven, la première dirigée par un chef français et la première interprétée en studio par un orchestre germanique.
En 1960, Cluytens revient en Belgique : il est nommé directeur de l'orchestre national de Belgique, qui est alors réorganisé pour devenir l’orchestre officiel de la capitale belge. Le Maître consacre alors une grande partie de son temps à l'orchestre qu'il porte à un niveau international et emmène en tournées en Europe et dans le monde. Cluytens conserve néanmoins des liens privilégiés avec l’orchestre de la Société des concerts du Conservatoire, qu’il dirige lors d’une série de concerts au Japon en avril et mai 1964 – l’ultime tournée de l’orchestre – et lors d’un cycle consacré à Beethoven au théâtre des Champs-Élysées à l’automne 1964 et avec lequel il continue à enregistrer Ravel, Debussy, Roussel, Berlioz…
Cluytens retourne au festival de Bayreuth en 1965 pour diriger Parsifal, où il succède à Hans Knappertsbusch sur la recommandation de ce dernier, et Tannhäuser. Fait sans précédent à Bayreuth, le public applaudit entre les actes de Parsifal !
Atteint d'un cancer durant l'hiver 1965–1966, il doit arrêter de diriger une première fois. La maladie remonte vraisemblablement au début des années 1960 : première alerte en 1961 aux États-Unis alors qu'il dirige l'orchestre symphonique de Chicago (festival de Ravinia). Il peut remonter au pupitre en septembre 1966. La maladie interrompt définitivement son activité en avril 1967 : dernier concert à Stuttgart le 25 avril 1967 à la tête de l'Orchestre National de Belgique, le concert s'achevant par les tableaux d'une exposition de Modeste Moussorgski. La critique allemande, enthousiaste, parle d'un véritable pandémonium sonore. Il devait faire ses débuts au Metropolitan Opera de New York peu de temps après.
Cluytens meurt le 3 juin 1967 à l'âge de soixante-deux ans. Il habitait dans le Val-d'Oise, à Montmorency, où il est enterré avec sa femme Germaine et son fils unique Michel, décédé en 1969 dans un accident de voiture.
Courtois et souriant, adoré des musiciens d'orchestre qu'il respecte naturellement et dont il connaît le métier depuis sa toute première jeunesse, Cluytens est continuellement à la recherche de perfection et d'indépendance dans son art. Il inspire une confiance et une admiration souvent émues aux instrumentistes et chanteurs innombrables et prestigieux qui ont fait de la musique avec lui. Wolfgang Windgassen lui déclare après avoir chanté Tannhäuser sous sa direction à Bayreuth en 1955 : « Avec vous, je chanterai tout Siegfried sans répétition… »

« On retiendra de lui le souvenir non pas d'une vedette, mais d'un des rares gentlemen du pupitre, dont la méthode était de persuader plutôt que d'intimider. »

— Tully Potter.

## Style

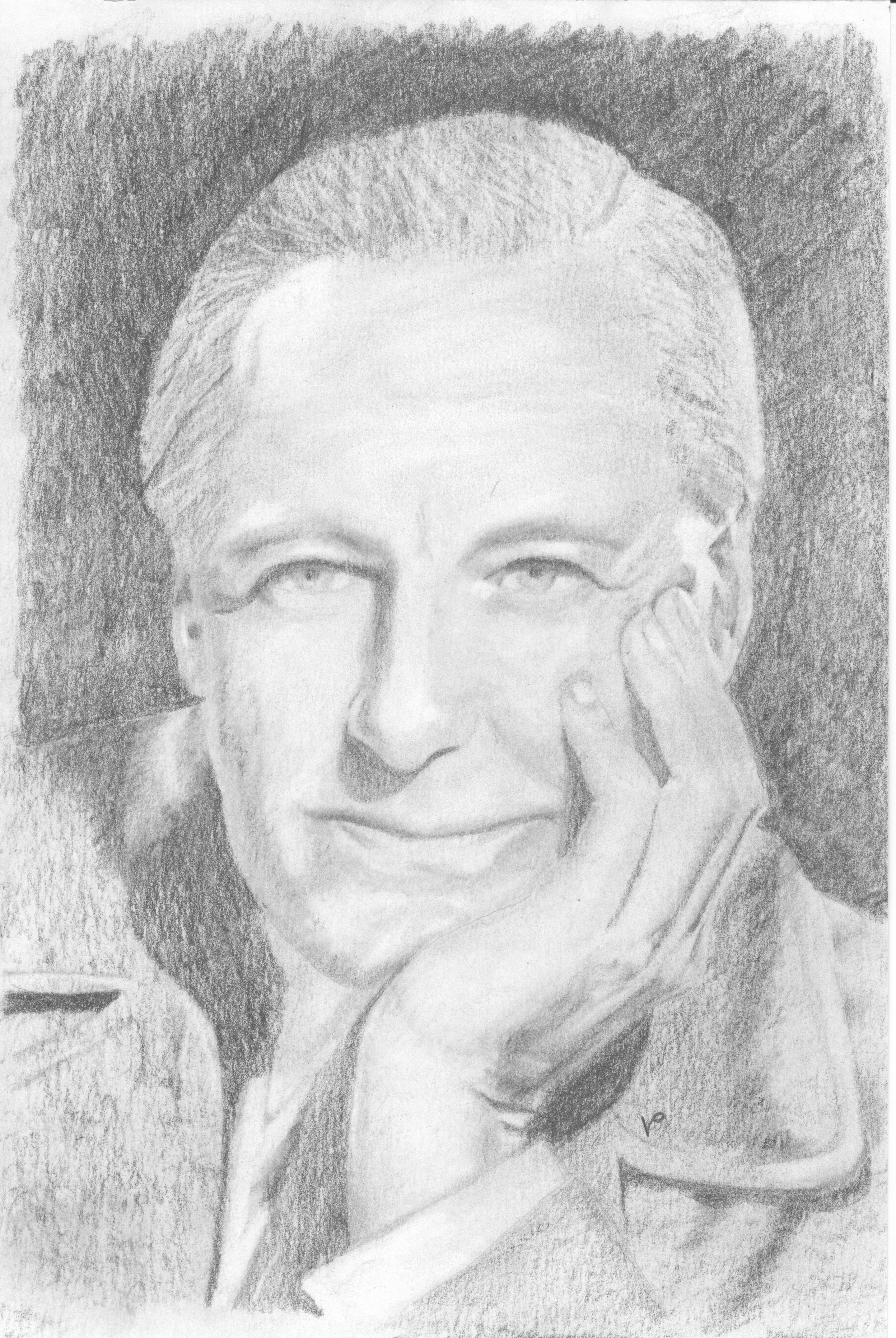
André Cluytens (dessin).

Flamand d’origine, Français d’adoption, Cluytens se situe à la croisée des grandes traditions musicales européennes : il parle le néerlandais (sa langue maternelle), l'allemand, l'anglais, le français, bien sûr (sa langue d'usage), mais aussi le russe. Cluytens allie l'élégance et la clarté à une conduite puissante éclairée par une maîtrise de l’architecture générale des œuvres.
Wieland Wagner, qui le reconnaissait comme un wagnérien de haute lignée, déclarait :

« La sonorité de Cluytens est élégante, claire, nuancée, colorée et pleine de dignité, même dans les apothéoses orchestrales les plus exaltées. Sa technique de la baguette est très personnelle, virile et totalement dénuée de conformisme, c’est une joie de l’observer. D’une nature enthousiaste, il sait communiquer la joie de son art à l’ensemble des artistes qu’il dirige et obtenir d’eux des performances de virtuoses. Chef plein d’intuition et d’une grande clarté de vision, rythmicien par excellence, Cluytens nous apparaît comme le collaborateur idéal. »

— Wieland Wagner

La cantatrice Anja Silja, avec qui il eut une liaison amoureuse la dernière année de sa vie, le considérait comme « un grand seigneur », « élégant, raffiné, délicat, poétique », « un chef extraordinaire, l'un des plus grands que je connaisse. » 

« Il distillait ses émotions avec beaucoup de finesse et de juste mesure, jamais excessif et jamais avare. […] Cette source intérieure d'inspiration lui faisait oser des couleurs orchestrales comme personne. »

« Cluytens c'est Ravel » écrit Jean Cotté à l'issue d'un concert parisien de la Société des concerts du Conservatoire […] « conduisant sans baguette, ses mains parlent et traduisent toutes les subtilités de Ravel […] sans ostentation, avec une infinie pudeur, sans la moindre affectation ; Cluytens est l'élégance faite homme. Son visage est l'image de son art racé, empli de spiritualité et de profondeur. »

« Mesure et lyrisme, esprit et sensualité, rigueur et souplesse marquent la direction de Cluytens et font de lui un grand chef français, surtout un grand ravelien. Mais en même temps, la fougue et l'enthousiasme en font un grand berliozien. La qualité de ses interprétations résulte d'une opulence des couleurs, d'une plasticité thématique, d'une souplesse du phrasé, d'une subtilité agogique inimitables. »

— Eric Baek

« Il faut entendre comment Cluytens réussit à faire tournoyer vers l'abîme cette Valse de Ravel… et on ne peut que donner raison à ce critique belge à l'issue d'une interprétation de l'Orchestre national de Belgique “à ce moment, aucun chef, du monde entier, ne peut l'égaler”. »

François Dupin, timbalier de l'Orchestre de Paris, fondé après la dissolution de l'orchestre de la Société du conservatoire lors de la disparition de Cluytens, écrit étrangement dans L'Orchestre nu : « Le sourire bleu d'André Cluytens rayonnait de toutes parts sur l'orchestre », soulignant ainsi à la fois l'importance du sourire et du regard du chef pour les instrumentistes et attirant du coup l'attention du mélomane discophile sur l'étonnante irradiation musicale qui se dégage des interprétations de Cluytens, cette Cluytens touch dont parlent certains critiques.

« Le plus français des chefs belges ? Ou le plus belge des chefs français ? Conjuguant les sensibilités latine et germanique, André Cluytens réalise la synthèse entre la souplesse du geste, volontiers sensuelle, et la rigueur qui sous-tend l'étude des œuvres : fermeté et sûreté du rythme, sens du théâtre et de la clarté »

— François Laurent.

## Discographie
Si André Cluytens réalise son premier enregistrement en tant que chef en 1943, à la tête de l'Orchestre de la Société des concerts du Conservatoire avec Marcelle Meyer : Strauss, Burlesque ; Bizet, Patrie !… Saint-Saëns, c'est avec la même phalange qu'il grave son dernier, (L’Enfance du Christ de Berlioz) en 1966, à la tête de son orchestre, auquel le liait une prédilection secrète et avec lequel il a donné son meilleur, à égalité avec le Philharmonique de Berlin.
Malgré la brièveté de sa carrière, Cluytens laisse une discographie abondante. « Il a profité de l'embellie de l'industrie discographique de l'après-guerre en devenant représentant officiel d'une tradition française qui vivait là ses dernières années de gloire » (Pablo Galonde). La quasi-totalité des enregistrements effectués à partir de la fin des années 1950 en stéréo, est disponible chez EMI — aujourd'hui sous étiquette Warner. Alors que Testament a, pour sa part,  réédité les enregistrements du début des années 1950, en monophonie. En 1965, il met fin à son contrat d'exclusivité chez EMI : Cluytens espère avoir plus de liberté dans son répertoire d'enregistrements, en particulier au service de la musique française. Depuis quelques années, des firmes concurrentes (Decca et RCA) lui font d'alléchantes propositions…  mais il est déjà trop tard : rongé par la maladie, il réalise son dernier enregistrement cette même année.
Cluytens fut le premier « millionnaire du disque classique » et, à ce titre, fut honoré le 28 octobre 1958. À cette occasion, Pierre Bourgeois, président de Pathé-Marconi, lui remit un disque et une baguette d'or au théâtre des Champs-Elysées, en présence de ses amis Georges Auric, Alfred Cortot et Marguerite Long.
Actuellement, des trésors d'archives doivent encore dormir en Europe (et aux États-Unis), étant donné l'extraordinaire activité que Cluytens a déployée au concert et dans les diverses maisons d'opéra.
En juin 2017, pour le 50e anniversaire de sa disparition, Warner propose un coffret de 65 disques regroupant la totalité de ses enregistrements orchestraux et de concertos, documentés entre 1943 et 1966 (35 disques en mono, 30 en stéréo). Certains sont rendus publics pour la première fois (6 œuvres), d'autres sont des premières en CD (44 enregistrements), l'ensemble étant gravé à partir des sources originales en son haute définition. Diapason d'or.

### Le grand répertoire
- Beethoven, Neuf symphonies - orchestre philharmonique de Berlin (1957–1960) (OCLC 658736597), (BNF 40223648)
- Maurice Ravel, Œuvres pour orchestre - orchestre de la Société des concerts du Conservatoire (1961-1962)
- Ravel, Concertos pour piano - Samson François (piano), Orchestre de la Société des Concerts du Conservatoire (16 juin / 1er–3 juillet 1959 - Emi 7 47368 2) (OCLC 840330589)
- Dmitri Chostakovitch, Onzième Symphonie - Orchestre National de la Radiodiffusion Française (Paris, 19 mai 1958 - Testament SBT 1099) (OCLC 39136610)
- Dmitri Chostakovitch, Concertos pour piano nos 1 et 2 - Dmitri Chostakovitch, piano (1958)[13]
- Beethoven, Concerto pour violon - David Oïstrakh (violon), Orchestre National de la Radiodiffusion Française (8 et 10 septembre 1958) (OCLC 61515112)
- Prokofiev, Concerto pour piano no 3, Samson François (piano) Orchestre de la Société des Concerts du Conservatoire (24 janvier et 23 mars 1953 - Emi 5 73177 2, Les Introuvables de Samson François (OCLC 71322870), (BNF 38200856), dans le coffret Cluytens accompagnateur (OCLC 46823873), ou au sein de l'intégrale François, CD 29 (OCLC 784966587))

#### Musique française, germanique et russe
- Bizet (suites de l'Arlésienne, entractes de Carmen) Debussy (Jeux, Images pour orchestre, danses pour harpe),
- Roussel, Symphonies nos 3 et 4, Bacchus et Ariane (deuxième suite), sinfonietta pour cordes, suite du Festin de l'araignée - Orchestre de la Société des Concerts du Conservatoire (5 et 12 novembre 1963 et 15 et 19 juin 1965 - Testament SBT 1238 / SBT 1239) (OCLC 52148598)
- Berlioz, 
  - Symphonie fantastique - Orchestre de la Société des Concerts du Conservatoire (Concert Tokyo, 10 mai 1964 - Emi Great Conductors of the 20th Century 5 75106 2)
    - Parmi les cinq témoignages au disque de la Fantastique par Cluytens, dont les deux officiels de 1955 avec l'Orchestre national[14] et en stéréo en 1958 avec le Philharmonia[15] : celle-ci est qualifiée de « miraculeuse » par un critique qui poursuit en disant que c'est « l'une des deux ou trois plus belles versions de l'œuvre[16] ».

  - Ouvertures, Orchestre National de la Radiodiffusion française, enregistrées à la salle Wagram, Paris les 17 et 18 mars 1961, (CD, EMI, 1987) 
    - Benvenuto Cellini
    - Béatrice et Bénédict
    - Le Carnaval romain
    - Le Corsaire
    - La Damnation de Faust (extraits) : Marche Hongroise / Danse des sylphes / Menuet des feux follets, Orchestre du Théâtre National de l'Opéra de Paris, enregistrés le 5 octobre 1959
    - Invitation à la valse de Weber (orchestration de Berlioz), Orchestre de la Société des Concerts du Conservatoire, enregistrée le 1er décembre 1965
    - Les Troyens : Chasse royale et orage (symphonie descriptive pour orchestre et chœurs), Orchestre de la Société des Concerts du Conservatoire, enregistrée le 30 novembre 1965
- Franck, Symphonie en ré mineur, les Variations Symphoniques, Symphonie sur un chant montagnard opus 25 de d'Indy - Orchestre national, Aldo Ciccolini (piano), Orchestre de la Société des Concerts du Conservatoire (9 et 10 mars 1953 Testament) (OCLC 52943566)
- Schubert, Symphonie Inachevée, plus Les Préludes de Liszt, Orchestre Philharmonique de Berlin (25 novembre 1960 - Emi 5 85213 2 / Testament SBT 1182). Diapason d'or.
- Bizet, Les Pêcheurs de Perles - Martha Angelici (Leïla), Henri Legay (Nadir), Michel Dens (Zurga), Louis Noguera (Nourabad), Orchestre de l'Opéra Comique (22–26, 28 et 30 juin 1953 - 2CD Emi 5 65266 2)
- Debussy, Pelléas et Mélisande - Victoria de los Ángeles (Mélisande), Jacques Jansen (Pelléas), Gérard Souzay (Golo), Orchestre National de la Radiodiffusion Française (4, 6 et 15 juin 1956 - 3CD Testament SBT 3051) (OCLC 34654741)
- Gounod, Faust - Victoria de los Ángeles (Marguerite), Nicolai Gedda (Faust), Boris Christoff (Mephistophélès), Ernest Blanc (Valentin), Rita Gorr (Marthe),Liliane Berton (Siébel),Victor Autran(Wagner). Chœurs René Duclos, Orchestre de l'Opéra (23–27, 29, 30 sept. et 1er, 4, 6 et 9 octobre 1958 - 3CD Emi 7 69983 2) (OCLC 52231073)
- Humperdinck, Hänsel und Gretel - Irmgard Seefried (Hänsel), Anneliese Rothenberger (Gretel), Walter Berry (Peter), Chanteurs de l’opéra d’État, orchestre philharmonique de Vienne (décembre 1963 - 2CD Emi 5 65661 2) (OCLC 891199745)
- Lalo, Le Roi d'Ys - Janine Micheau (Rozenn), Rita Gorr (Margared), Orchestre National de la Radiodiffusion Française (1957 - Emi 7 69858 2)
- Moussorgski, Boris Godounov - Boris Christoff, Chœur de l'opéra de Sofia, Orchestre de la Société des Concerts du Conservatoire (septembre 1962 - 3CD Emi 7 47993 2) (OCLC 419982163)
- Offenbach, Les Contes D'Hoffmann - Nicolai Gedda (Hofmann), Elisabeth Schwarzkopf (Giulietta), Victoria de los Ángeles (Antonia), Chœurs René Duclot, Orchestre de la Société des Concerts du Conservatoire (Paris et Barcelone 1964–65 - 2CD Emi 7 63222 2)[17] (OCLC 52636028)
- Berlioz, L’Enfance du Christ - Nicolai Gedda (le narrateur), Victoria de los Ángeles (Marie), Roger Soyer (Joseph), Ernest Blanc (Hérode), Orchestre de la Société des Concerts du Conservatoire (sept./oct. 1965 et septembre 1966 - 2CD Emi 5 68586 2) (OCLC 780863642)

### Enregistrements de concerts

#### Wagner
Ses enregistrements de concerts à Bayreuth (ou Milan) ont été publiés en disque compact, notamment par les labels Orfeo, Melodram et Walhall.
- Wagner, Tannhäuser, avec Wolfgang Windgassen, Gré Brouwenstijn, Herta Wilfert, Dietrich Fischer-Dieskau, Josef Greindl (Bayreuth 9 août 1955 - 3CD Golden Melodram, 2002 - Orfeo C 643 043 D, 2004 - Walhall, 2006)
Cet enregistrement marque les débuts de la carrière internationale du chef et la première fois qu'un chef français était invité à Bayreuth.
- Wagner, Les Maîtres chanteurs de Nuremberg, avec Hans Hotter, Astrid Varnay, Wolfgang Windgassen, Gré Brouwenstijn, Dietrich Fischer-Dieskau, Josef Greindl (Festival de Bayreuth 1956 - 4CD Walhall WLCD 0191)
- Wagner, Tristan und Isolde - Orchestre de l'Opéra de Vienne (Vienne 12 février 1956 - 3CD Walhall WLCD 0235)
- Wagner, Lohengrin, avec Sándor Kónya, Leonie Rysanek, Astrid Varnay, Ernest Blanc (Bayreuth 23 juillet 1958 - 3CD Walhall WLCD 0250)
- Wagner, Parsifal, avec Sándor Kónya, Boris Christoff, Rita Gorr, Gustav Neidlinger, Georg Stern (Scala de Milan 2 mai 1960 - 4CD Andromeda)
- Wagner, Parsifal, avec Jess Thomas, Hans Hotter, Astrid Varnay, Theo Adam, Gustav Neidlinger (Festival de Bayreuth 1965 - 4CD Opera Depot OD10822-4, 2012)

#### Stravinsky
- Stravinsky,  Le Rossignol  - Orchestre national (concert du 24 mars 1955 - 2CD Disques Montaigne TCE 8760/ Testament) (OCLC 884822160)
  - Dès 1987, les Disques Montaigne ont publié ce coffret provenant des archives de l'INA, consacré entièrement à Stravinsky. Cluytens y était représenté par un concert donné aux Champs-Élysées du conte lyrique Le Rossignol avec Janine Micheau. Le disque contenait aussi l’Œdipus rex dirigé par le compositeur en 1952, la réédition Testament contient les rares Quatre poèmes hindous, Trois chants de la jungle et Berceuse phoque de Maurice Delage[18].

#### Autres
En 2007, 40e anniversaire de sa mort, paraissent en deux disques documentés chez Arts-Archives, des concerts italiens des années 1960, en collaboration avec la RAI-Trade (Debussy : l'Enfant Prodigue, une rareté accompagnée de la symphonie no 3 Liturgique d'Honegger, une référence, ainsi que Moussorgski/Ravel : Les Tableaux, La Valse, la suite de L'Oiseau de feu de Stravinsky. Précédemment, le label Ermitage a publié un concert de 1965 à la tête de l'orchestre de la Suisse italienne avec un Quatrième concerto de Beethoven avec Friedrich Gulda et une Symphonie de Franck de référence.
En 2013, le label Tahra a publié une série de concerts des années 1950 avec le Philharmonique de Vienne et l'Orchestre national, avec en particulier un premier concerto de Tchaïkovski avec Gilels et des Nocturnes pour orchestre de Debussy (1959 et 1958), intitulé L'art d'André Cluytens (OCLC 837180906).

### Cluytens en images
- Un DVD Classic Archives avec l'Orchestre national (1959 et 1960) consacré à Tchaïkovski, Moussorgski et Ravel, avec Emil Gilels, piano. (OCLC 52849382)